# Izano
Izano es una localidad y comune italiana de la provincia de Cremona, región de Lombardía, con 2009 habitantes.

## Evolución demográfica
| Gráfica de evolución demográfica de Izano entre 1861 y 2001 |
|                                                             |
| Fuente ISTAT - elaboración gráfica de Wikipedia             |